# Stazione di Kuise
La stazione di Kuise (杭瀬駅?, Kuise-eki) è una stazione ferroviaria della città di Amagasaki nella prefettura di Hyōgo in Giappone. Dista 6,8 km ferroviari dal capolinea di Umeda.

## Linee
Ferrovie Hanshin
■ Linea principale Hanshin

## Struttura
La fermata è realizzata su viadotto e dispone di due marciapiedi laterali con due binari passanti.
| 1 | ■ Linea principale Hanshin | per Noda e Umeda                          |
| 2 | ■ Linea principale Hanshin | per Amagasaki, Sannomiya, Akashi e Himeji |

## Stazioni adiacenti
| «                                 | Servizio                 | »                        |
| Linea principale Hanshin          | Linea principale Hanshin | Linea principale Hanshin |
| --------------------------------- | ------------------------ | ------------------------ |
| Chibune                           | Locale                   | Daimotsu                 |
| Tutti gli altri treni non fermano |                          |                          |